# La Meije
Pour les articles homonymes, voir Meije.
La Meije est une montagne du bassin de l'Oisans, en bordure nord-ouest du massif des Écrins. Elle est située à la limite des départements des Hautes-Alpes et de l'Isère.

## Toponymie
La Meije a été attestée sous les formes Ruppis Mediana (XVe siècle, latin) puis Aiguille-du-Midi-de-la Grave (date inconnue, français). En occitan elle est appelée l'Agulha de la Meija [laɣˌyʎo de la mˈɛjd͡ʒo] ou l'Agulha de Mejorn [laɣˌyʎo de mɛˈd͡ʒuɾ].
C'est le premier nom occitan, l'Agulha de la Meija, qui s'est imposé, avant d'être francisé puis simplifié pour donner le nom français actuel, la Meije. Le premier élément, agulha, signifie « aiguille » et est un nom commun désignant toute montagne particulièrement pointue, tandis que le deuxième élément, meija, signifie « demie, milieu, moitié »,. Le village de La Grave étant situé directement au nord de la Meije, du point de vue gravarot le soleil passe directement au-dessus de cette montagne à midi ; elle est donc l'aiguille du milieu [de la journée]. Ce nom occitan a été francisé pendant les révisions de 1832 et 1866[réf. nécessaire].
Le deuxième nom occitan « Agulha de Mejorn » était plus fréquent par le passé, souvent sous sa traduction française « aiguille du Midi ». Ce nom était la préférence du géographe et alpiniste grenoblois Henri Ferrand, qui voulut nommer la montagne l'Oeille de Medjour (une graphie personnelle, correspondant au nom occitan), forme plus proche du nom utilisé par les Gravarots selon lui. Malgré d'amples disputes, notamment avec William Auguste Coolidge, la montagne a fini par garder le nom de la Meije car, selon Coolidge, s'il fallait écrire tous les noms de montagnes conformément « au son qui leur est donné par les paysans qui les ont inventés, il faudrait refaire la nomenclature alpine de fond en comble. »
D'autres toponymes semblables peuvent être relevés : le pic du Midi à Bagnères-de-Bigorre (pic de Mieidia en occitan), le pic du Midi à Siguer (pic de Miègjorn en occitan), ou l'aiguille du Midi à Chamonix (agouelye de Mi-jorn en arpitan). De plus, Chamonix possède une deuxième pointe nommée en fonction de la position du soleil au cours de la journée : le dôme du Goûter.
À La Bérarde, village situé au pied de la Meije, en versant sud, on l'appelle traditionnellement le Bec des Peignes, toponyme qui serait une référence au dieu celtique Penn dont l’étymologie est issue du gaulois *penno- « tête, extrémité ».
En 1712, la Meije était désignée sous la forme pointe Malaval. Ce nom est resté pour désigner la vallée de la Romanche, en contrebas : c'est la combe de Malaval, dominée de plus de 1 000 mètres par le plateau d'Emparis au nord, et de plus de 2 000 mètres par le Dôme de la Lauze au sud.
L'écrivain Henri Ferrand vouait un culte particulier à la Meije et insistait pour que le sommet soit orthographié avec un « d », en respectant le patois local.

## Géographie

### Topographie
La Meije est composée de trois principaux sommets : le point culminant, le Grand pic de la Meije à 3 983 mètres (deuxième sommet majeur des Écrins après la barre des Écrins qui culmine à 4 101 mètres), le Doigt de Dieu ou pic Central de la Meije (3 973 mètres) surplombant le versant Sud et la Meije orientale (3 891 mètres), gros épaulement neigeux.

### Glaciers
| |  | |
| Les glaciers de la Meije en septembre 1950 en aval du col du Lautaret sur la route en direction de La Grave. |  | Les glaciers de la Meije le 30 juillet 2012 depuis un angle de vue similaire : en hachuré rouge les parties disparues. |

La seconde photo est révélatrice de la phase actuelle de recul des glaciers alpins — comme ceux de la Meije — surtout en partie basse mais également en partie haute. Cette phase actuelle de régression peut être expliquée soit par le simple effet du réchauffement climatique soit par un ensemble complexe de causes[précision nécessaire].
La décrue s'est amorcée dès le milieu du XIXe siècle, avec la sortie du petit âge glaciaire, a connu une brutale phase de recul entre 1943 et 1952, après une série d'étés caniculaires, recul qui a repris de plus belle depuis le milieu des années 1980[réf. nécessaire]. Au début du XXe siècle, les glaciers du Lautaret, du Tabuchet et celui de la Meije ont des langues terminales très aplaties dont le front se rétracte haut en altitude.

## Histoire
Le Grand pic est un des sommets les plus difficiles des Alpes car il s'atteint par une traversée et du fait qu'il n'existe pas d'itinéraire « facile ».

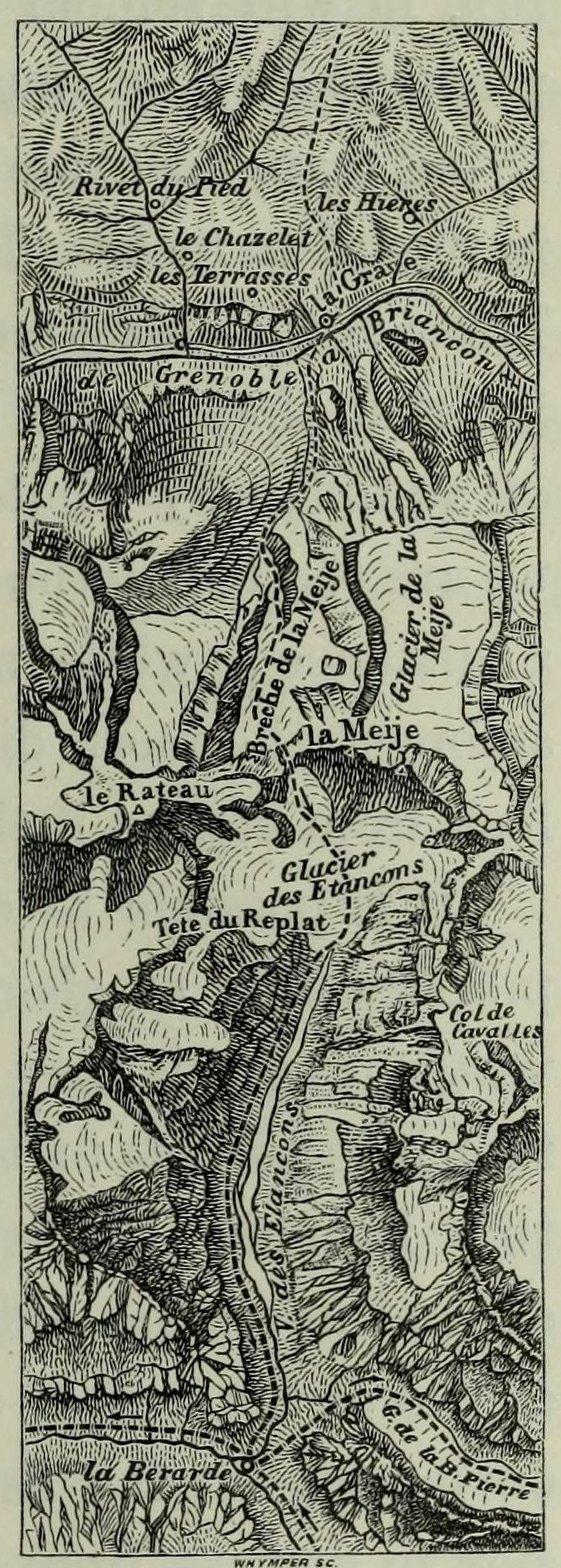
Carte extraite du livre d'Edward Whymper, Scrambles amongst the Alps (Escalades dans les Alpes de 1860 à 1868) présentant en extrait du massif de la Meije entre La Grave et La Bérarde.

Dans l'histoire de l'alpinisme, la Meije occupe une place particulière : ce fut le dernier sommet majeur des Alpes à être gravi, après dix-sept tentatives menées entre 1870 et 1877, et cette première ascension fut réalisée par un Français alors que la plupart des autres grandes premières dans les Alpes furent réalisées par des alpinistes britanniques : Whymper, Coolidge etc.
Pour ces raisons et aussi grâce à l'esthétique de sa silhouette remarquable (qualifiée de « parfaitement dissymétrique » par le compositeur Olivier Messiaen), la Meije occupe une place de choix dans l'imaginaire des alpinistes. D'ailleurs, on l'appelle parfois « La Reine Meije » ou « Sa Meijesté ».
La face nord du pic Central de la Meije (aussi nommé Doigt de Dieu) est gravie pour la première fois le 28 juin 1870 par les alpinistes Meta Brevoort et William Auguste Coolidge et leurs guides Christian Almer, Ulrich Almer et Ch. Gertsch.
La première ascension du Grand pic fut effectuée le 16 août 1877 par Emmanuel Boileau de Castelnau avec Pierre Gaspard et fils après plusieurs essais infructueux ; elle suit l'arête du promontoire en face sud, c'est-à-dire la voie « normale ». Ils descendirent par la voie de montée, abandonnant des cordes sur certains passages (la technique du rappel ne fut inventée que plus tard).
Le 21 août 1878, Henry Duhamel, Giraud-Lézin et F. Gonnet réalisent la première ascension de l'arête nord-est de la Meije orientale.
La première ascension sans guide, en 1879, est au crédit de Frederick Gardiner en compagnie de Charles Pilkington et Lawrence Pilkington.
La première ascension sans bivouac et en moins de vingt-quatre heures a été réalisée en 1883 par les pyrénéistes Henri Brulle, Jean Bazillac et Célestin Passet, accompagnés du père Gaspard et de son fils Maximin.

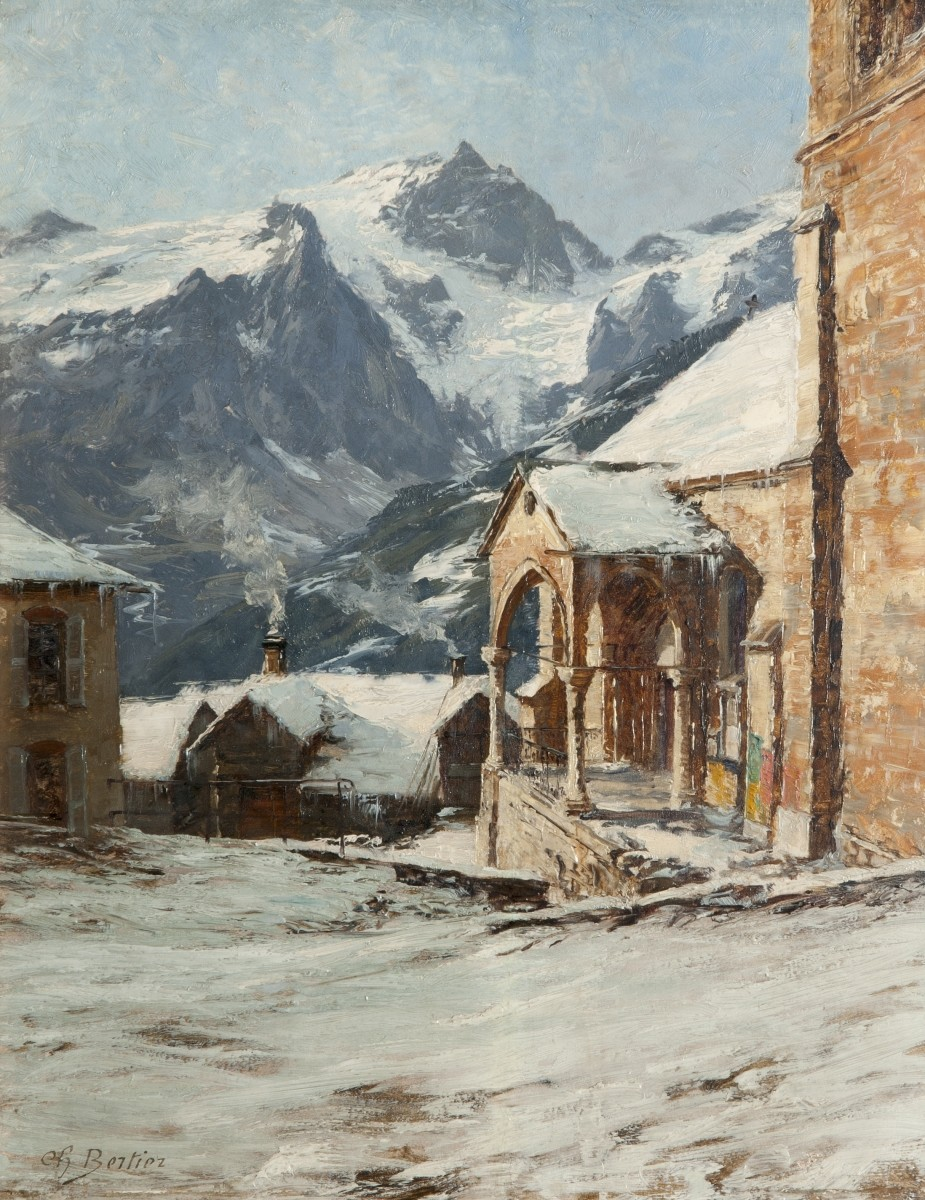
La Meije, vue du hameau, les Terrasses (la Grave), Charles Bertier

La première traversée des arêtes de la Meije a été faite dans le sens est-ouest (du Doigt de Dieu au Grand pic) le 27 juillet 1885 par Ludwig Purtscheller, Otto et Emil Zsigmondy. Il descendirent en rappel et en plantant des pitons de la première dent à la brêche au pied du Grand pic (aujourd'hui appelées dent et brèche Zsigmondy). Ils redescendirent par l’arête du Promontoire, en empruntant la dalle des Autrichiens, qui est la seule modification de l'itinéraire aujourd'hui utilisé par rapport à celui de Gaspard et Castelnau. Emil Zsigmondy chuta et se tua quelques jours plus tard, lors d'une tentative en face sud des arêtes, après avoir emprunté la grande bande de neige qui traverse cette face (banquette des Autrichiens). Il est enterré au cimetière de Saint-Christophe-en-Oisans, à côté d'Ernest Thorant.
En 1891, J.-H. Gibson, Ulrich Almer et F. Boss firent la première traversée des arêtes (dans le sens ouest-est), qui est devenu l'itinéraire classique, et considéré comme l'un des plus beaux des Alpes. Elle fait partie des 100 plus belles courses dans le massif des Écrins.
Le 24 septembre 1898 voit la première ascension du couloir Gravelotte, par C., D. et M. Gaspard, E. Gravelotte et J. Turc.
La face nord de la Meije par le couloir du Z (voie du Z) a été gravie par Maurice Fourastier et Casimir Rodier le 13 août 1933. Une variante avec le couloir Tobey, dans la face nord du Grand pic de la Meije, sera gravie pour la première fois le 3 août 1947, par Gilbert Robino et Albert Tobey,. Une autre variante, la « voie directe à la face nord », est ouverte en 1976 par P. Roux et J. Saadi.
En 1935, Pierre Allain et Raymond Leininger tracent la directissime à la face sud du Grand pic. Une autre face sud, celle du Doigt de Dieu, est gravie pour la première fois par Victor Chaud et Jean Walden le 15 août 1951.
En 1943 et 1944, dans l'objectif de protéger cet espace, une surface d'environ 3 000 hectares est désignée site classé selon la règlementation française,.
Pierre Girod et Robert Sandoz effectuent la première ascension du pilier nord-ouest du pic du Glacier Carré le 31 juillet 1956, puis la première du pilier diagonal à la brèche du Glacier Carré le 1er août 1956. Le 26 août 1961, M. et Mme Déchamp, Max Liotier, J. Véron réalisent la première ascension de la pente des Corridors ; la première descente à skis de cette dernière est effectuée par Christian Montaz et Bernard Puiseux en juillet 1977. Les 1er et 2 septembre 1962, c'est la « face nord directe » de la Meije qui est gravie pour la première fois, par Raymond Ginel et Raymond Renaud. Le 18 août 1970, Pierre Chapoutot et Jean-Jacques Rolland font la première ascension du pilier nord-ouest du Grand Doigt de la Meije. Le 4 juillet 1971, Jérôme Biju-Duval et Gilles Sourice réalisent la première face nord des arêtes (3e Dent) ; le duo, complété par J.-M. Traynard, poursuit avec la première de la face nord directe de la Meije orientale le 6 juillet 1971. Les 4 et 5 septembre 1971, le pilier nord-est (rive gauche du couloir Gravelotte) est gravi pour la première fois par Narcisse Candau et M. Debray.
Le 4 août 2017, un bouquetin a été photographié à plus de 3 700 m d’altitude dans la face sud de la Meije,,. Son cadre d'évolution est habituellement compris entre 500 et 3 300 m.
Un effondrement se produit le 7 août 2018 causé, d'après des spécialistes, par une forte dégradation du pergélisol présent derrière les tours. Les chaleurs du milieu d’été ont réchauffé cette zone et il n'y a eu que peu de températures négatives.

## Activités

### Tourisme
Par extension, on appelle « les vallons de la Meije » le domaine skiable original du village de La Grave (1 400 mètres-3 560 mètres), dont les itinéraires de descente, situés intégralement en hors-piste et non sécurisés, passent au pied des glaciers de la Meije et du Râteau. Les téléphériques des glaciers de la Meije, construits en 1976-1977, permettent d'atteindre l'altitude de 3 200 mètres en bordure du glacier de la Girose. De là, un téléski permet de rejoindre, le Dôme de la Lauze (3 560 mètres) en passant par le glacier de la Girose. C'est ici que se trouvent les deux seules pistes damées et sécurisées du domaine skiable de La Grave, le plus haut de France.

### Alpinisme

#### Voies d'accès

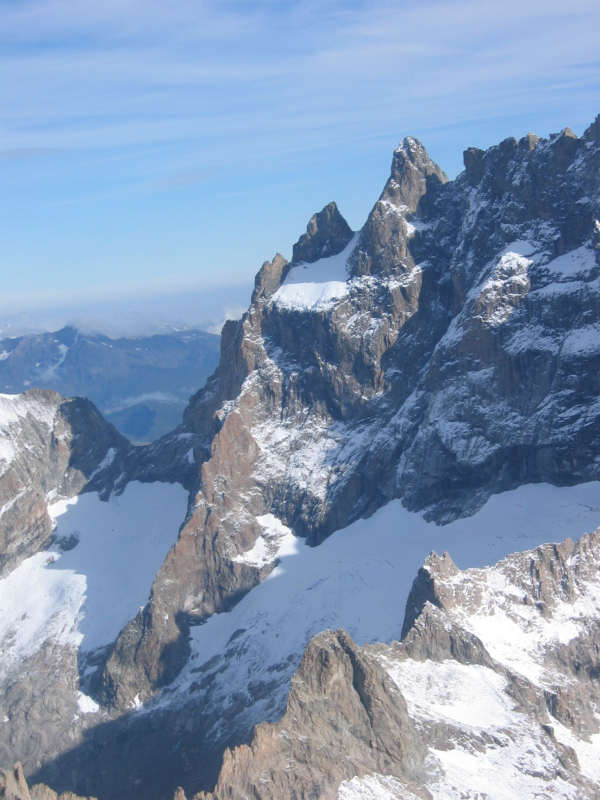
L'arête du Promontoire en face sud

La Meije est un objectif de choix pour les alpinistes et on y dénombre de multiples itinéraires dans des styles très variés.
L'ascension se fait généralement par l'arête Sud du Promontoire (D-) et est généralement enchaînée avec la traversée des arêtes jusqu'au doigt de Dieu. À la suite de l'effondrement le 15 mai 1964 de la brèche Zsigmondy, qui s'est alors abaissée de 20 m,, l'itinéraire est devenu plus difficile, et le contournement de la première dent (dent Zsigmondy) a été équipé en 1971 de câbles métalliques pour faciliter et sécuriser le passage. Depuis l'éboulement massif du 7 août 2018 à partir du haut de la rive droite du glacier Carré, cet itinéraire est compromis en été, du fait de la fonte du pergélisol.
La face Sud de la Meije est également le lieu de nombreuses voies rocheuses pour les amateurs d'escalade. On peut notamment citer :
- Voie des Marseillais (TD)
- Voie Allain-Leininger (TD)
- Face Sud intégrale du Doigt de Dieu avec la sortie Chaud (TD+)
- Mitchka (ED+)[29]

ainsi que de nombreuses voies dites « modernes » équipées à l'aide de pitons à expansion.
En face Nord, les voies sont généralement mixtes ou neigeuses :
- Voie du Z (D)
- Face Nord Directe (TD)
- Couloir Gravelotte (D), skié par Pierre Tardivel en 1997.
- Couloir des Corridors (D)
- Voie Biju-Duval (D)

Les autres sommets comme la Meije Orientale et le Doigt de Dieu sont plus faciles d'accès. Leur voie normale est sur le versant Nord et de niveau PD ; la Meije Orientale étant un itinéraire classique à ski.
Enfin, le tour de ce massif constitue certainement le raid à ski le plus parcouru du massif.

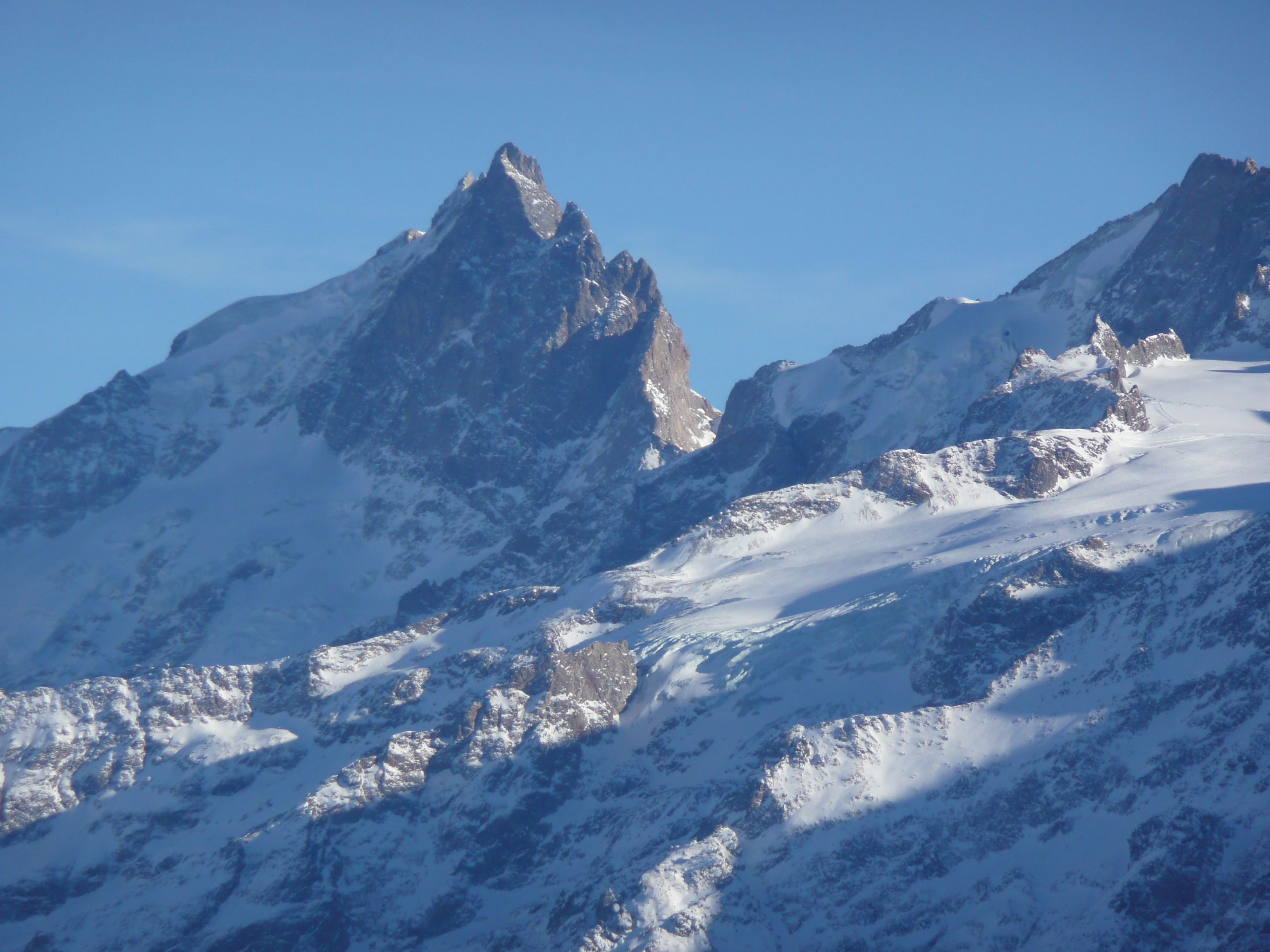
Face ouest de La Meije.
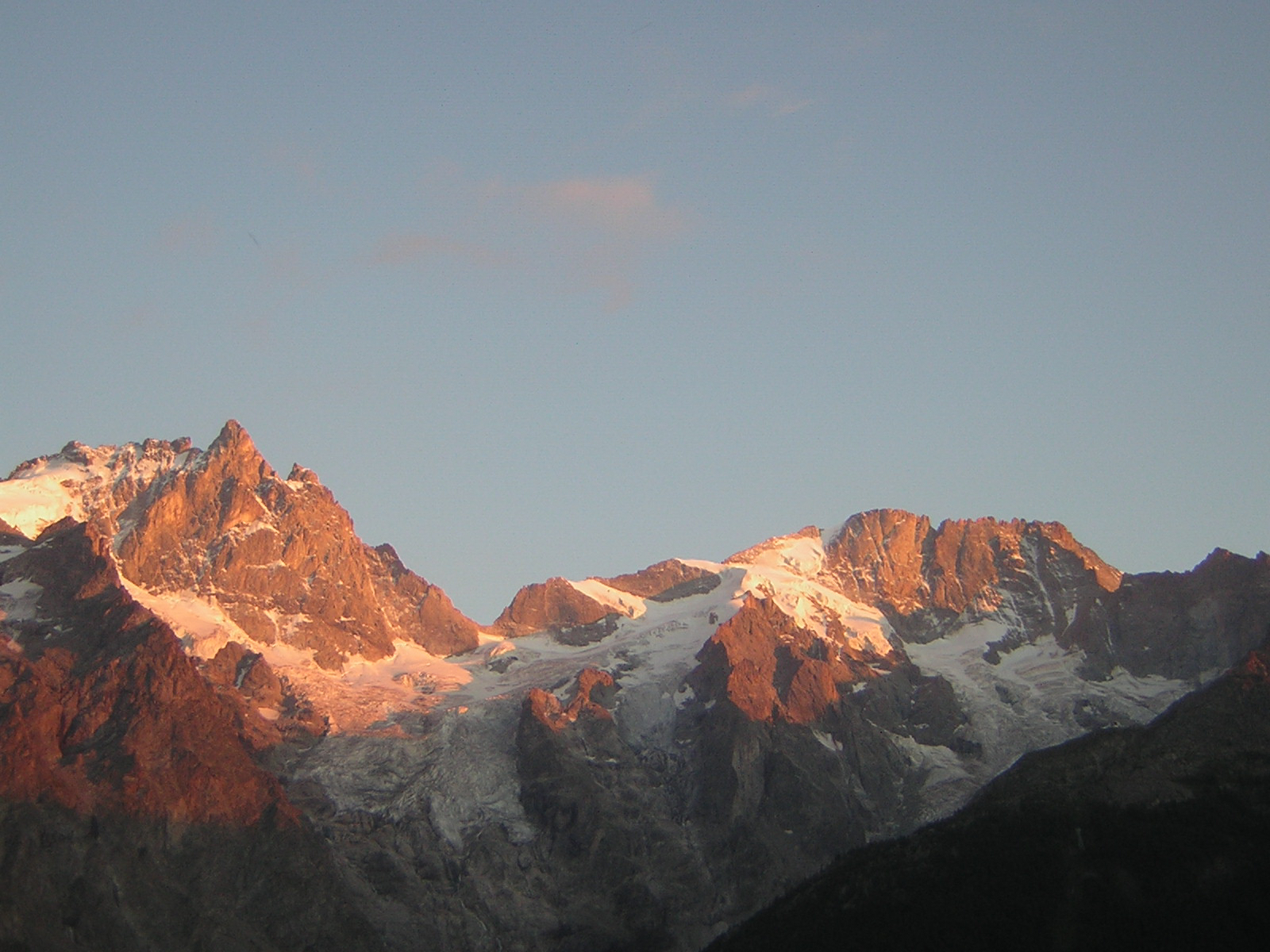
Face nord de La Meije, vue du hameau Ventelon.
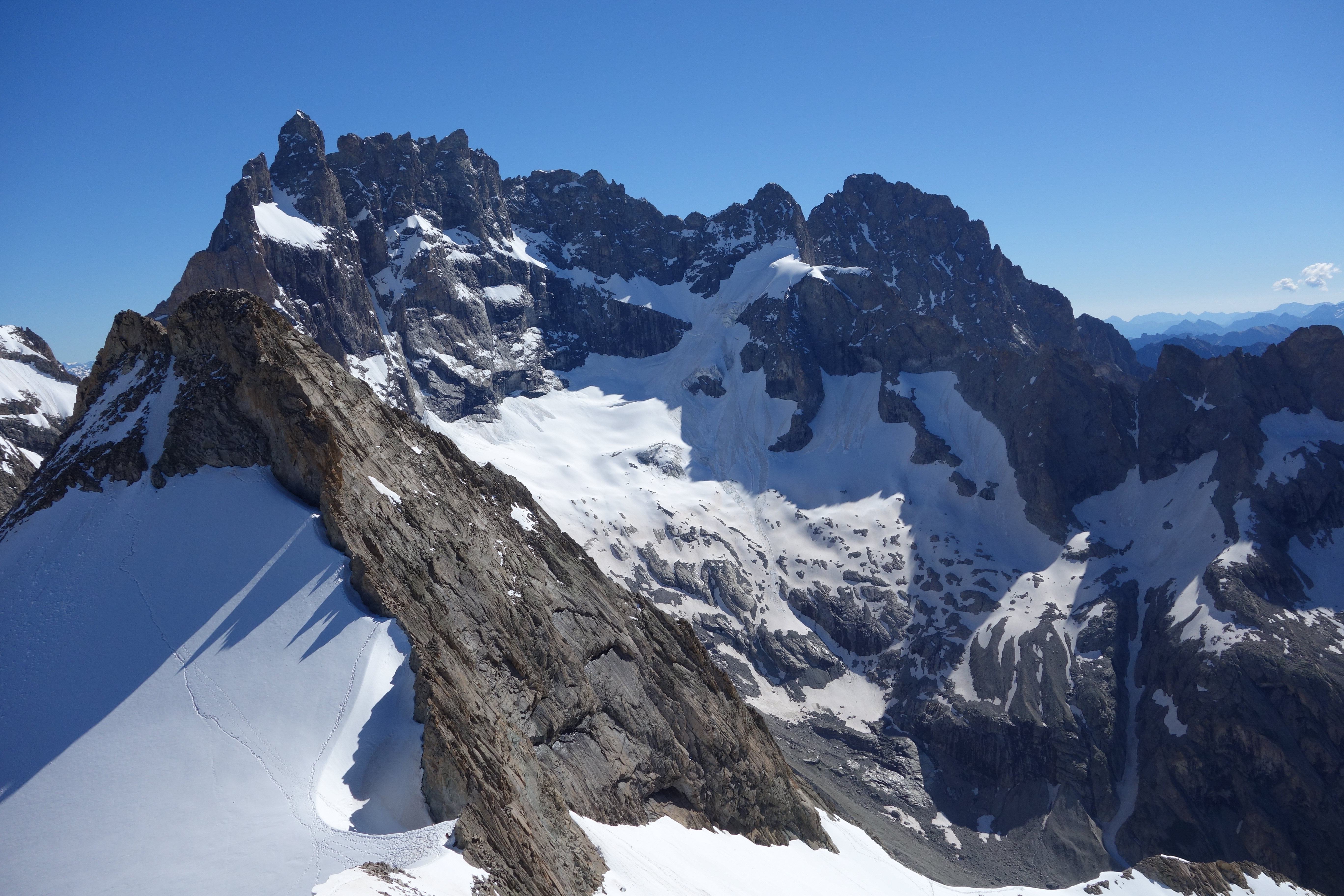
Face sud de La Meije depuis la Tête Nord du Replat.
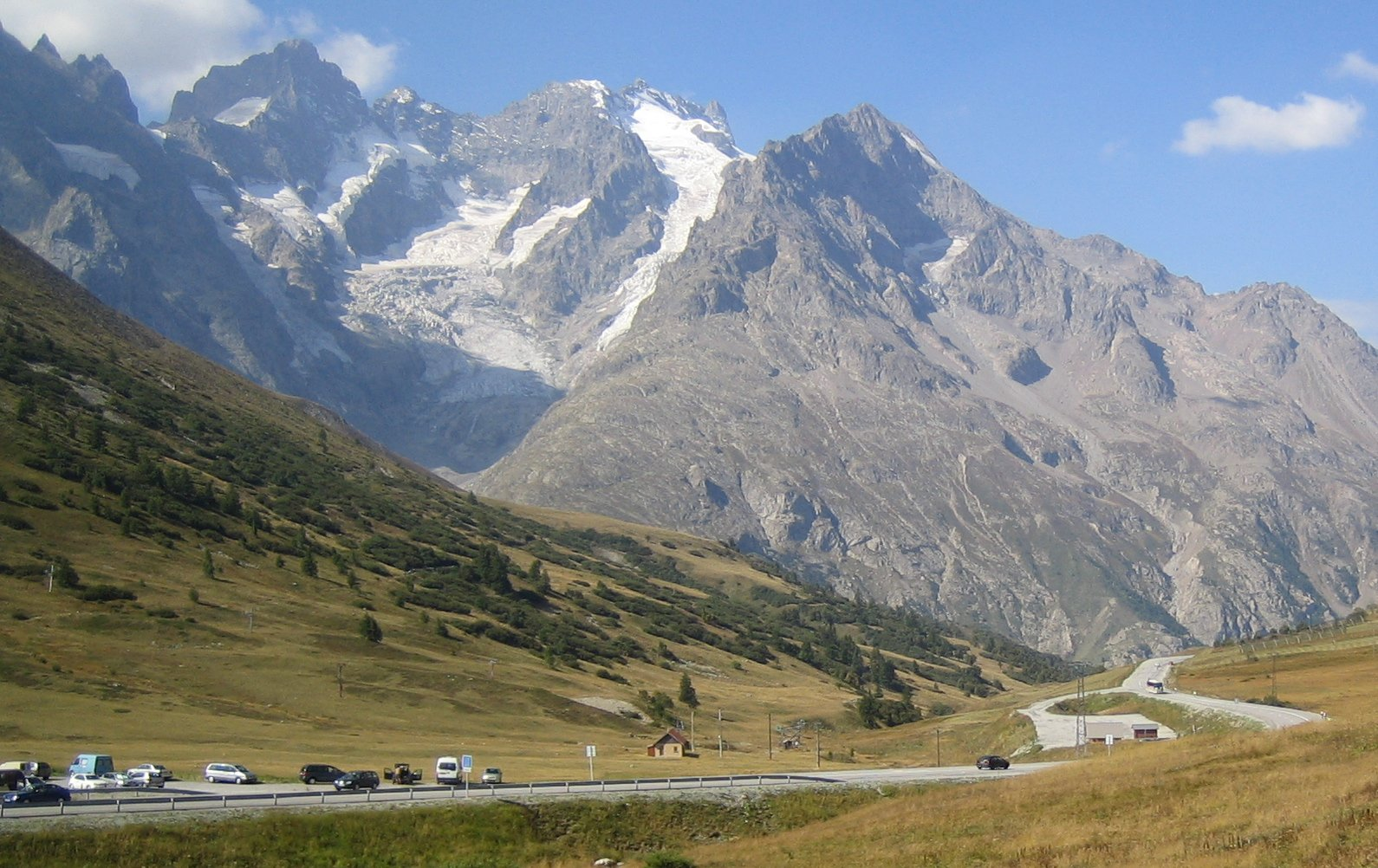
Face est de La Meije depuis le col du Lautaret.

#### Refuges
Deux refuges permettent d'accéder aux différents sommets de la Meije :
- le refuge du Promontoire (3 092 mètres), situé à la base de l'arête du Promontoire, point de départ pour le Grand pic, pour la traversée des arêtes de la Meije et pour toutes les voies de la face sud ;
- le refuge de l'Aigle (3 450 mètres) construit sur le haut du glacier du Tabuchet, permettant d'accéder à la face nord et aux itinéraires moins difficiles du Doigt de Dieu et de la Meije Orientale.

## Dans les arts et la culture
En 1911, paraît en feuilleton, dans La Revue politique et littéraire, la nouvelle Le cas de Jean Bunant, du romancier Édouard Estaunié — qui deviendra plus tard membre de l'Académie française : le récit se situe à La Grave et traite de la fascination croissante d'un homme venu de la ville pour la Meije,.
La Meije est une source d'inspiration du compositeur Olivier Messiaen qui résidait fréquemment à La Grave où se déroule depuis 1998 le festival international de musique contemporaine Messiaen au pays de la Meije.
La Meije est une source d'inspiration aussi pour de nombreux romans dont elle est le centre de l'intrigue. L'un des premiers est Accident à la Meije, un roman d'Étienne Bruhl, publié en 1946 et dont une partie de l'histoire se déroule sur l'arête sommitale de la Meije. Cet ouvrage est souvent considéré comme le premier du genre « roman policier alpin ».